# Ayr (Queensland)
Ayr is een plaats in de Australische deelstaat Queensland en telt 8334 inwoners (2001).